# Yanmar Diesel Soccer Club 1988-1989
Questa voce raccoglie le informazioni riguardanti lo Yanmar Diesel Soccer Club nelle competizioni ufficiali della stagione 1988-1989.

## Stagione
Dopo essere stato eliminato dal Toshiba alle semifinali di Coppa di Lega, lo Yanmar Diesel stazionò nelle posizioni medio-basse del campionato e uscì nelle prime fasi della Coppa dell'Imperatore.

## Maglie e sponsor
Le magliette, prodotte dall'Adidas, recano sulla parte anteriore la scritta Yanmar.
| Manica sinistra · Manica sinistra · Maglietta · Maglietta · Manica destra · Manica destra · Pantaloncini · Pantaloncini · Calzettoni · Calzettoni | Manica sinistra · Manica sinistra · Maglietta · Maglietta · Manica destra · Manica destra · Pantaloncini · Pantaloncini · Calzettoni |  |

## Rosa
| N. |                     | Ruolo | Calciatore         |
| -- | ------------------- | ----- | ------------------ |
| -  | Giappone (bandiera) | P     | Kazumi Tsubota     |
| -  | Giappone (bandiera) | P     | Yūji Itō           |
| -  | Giappone (bandiera) | D     | Shunji Kishi       |
| -  | Giappone (bandiera) | D     | Satoshi Kajino     |
| -  | Giappone (bandiera) | D     | Tomoyuki Kajino    |
| -  | Giappone (bandiera) | C     | Hisanori Shirasawa |

| N. |                     | Ruolo | Calciatore        |
| -- | ------------------- | ----- | ----------------- |
| -  | Brasile (bandiera)  | C     | Lange             |
| -  | Giappone (bandiera) | C     | Akihiro Nishimura |
| -  | Giappone (bandiera) | C     | Hiroshi Sowa      |
| -  | Giappone (bandiera) | C     | Hiroshi Soejima   |
| -  | Giappone (bandiera) | A     | Katsuhiro Kusaki  |
| -  | Giappone (bandiera) | A     | Akira Komatsu     |

## Risultati

### JSL Division 1

#### Girone di andata
| Tokyo 25 settembre 1988 | Fujita | 3 – 0 | Yanmar Diesel |  |

| Osaka 1º ottobre 1988 | Yanmar Diesel | 1 – 1 | Honda Motor | Nagai Stadium |

| Osaka 5 ottobre 1988 | Yanmar Diesel | 3 – 1 | ANA Yokohama | Nagai Stadium |

| Iwata 9 ottobre 1988 | Yamaha Motors | 2 – 1 | Yanmar Diesel |  |

| Osaka 16 ottobre 1988 | Yanmar Diesel | 1 – 2 | Sumitomo Metals | Nagai Stadium |

| Tokyo 23 ottobre 1988 | Yomiuri | 0 – 0 | Yanmar Diesel | Yomiuri Land |

| Osaka 30 ottobre 1988 | Yanmar Diesel | 2 – 0 | NKK | Nagai Stadium |

| Saitama 6 novembre 1988 | Mitsubishi Heavy Ind. | 0 – 0 | Yanmar Diesel | Urawa Komaba Stadium |

| Osaka 13 novembre 1988 | Yanmar Diesel | 0 – 1 | Furukawa Electric | Nagai Stadium |

| Yokohama 20 novembre 1988 | Nissan Motors | 1 – 0 | Yanmar Diesel | Mitsuzawa Stadium |

| Osaka 27 novembre 1988 | Yanmar Diesel | 1 – 0 | Matsushita Electric | Nagai Stadium |

#### Girone di ritorno
| Kashima 28 febbraio 1989 | Sumitomo Metals | 1 – 1 | Yanmar Diesel |  |

| Osaka 5 marzo 1989 | Yanmar Diesel | 0 – 2 | Yamaha Motors |  |

| Hamamatsu 12 marzo 1989 | Honda Motor | 1 – 1 | Yanmar Diesel |  |

| Osaka 19 marzo 1989 | Yanmar Diesel | 1 – 3 | Yomiuri | Nagai Stadium |

| Kawasaki 26 aprile 1989 | NKK | 0 – 3 | Yanmar Diesel | Todoroki Stadium |

| Osaka 2 aprile 1989 | Yanmar Diesel | 1 – 1 | Mitsubishi Heavy Ind. | Nagai Stadium |

| Ichihara 9 aprile 1989 | Furukawa Electric | 0 – 1 | Yanmar Diesel |  |

| Osaka 16 aprile 1989 | Yanmar Diesel | 1 – 0 | Nissan Motors | Nagai Stadium |

| Osaka 23 aprile 1989 | Matsushita Electric | 1 – 3 | Yanmar Diesel |  |

| Osaka 26 aprile 1989 | Yanmar Diesel | 1 – 1 | Fujita | Nagai Stadium |

| Yokohama 30 aprile 1989 | ANA Yokohama | 2 – 1 | Yanmar Diesel | Mitsuzawa Stadium |

### Japan Soccer League Cup
| Suita 28 agosto 1988 | Fujieda City Hall | 0 – 4 | Yanmar Diesel |  |

| Nisshin 3 settembre 1988                     | NTT Kanto            | 1 – 1 (d.t.s.) | Yanmar Diesel |  |
| \| \| \| \| \| \| Tiri di rigore 4 – 5 \| \| |                      |                |               |  |
|                                              |                      |                |               |  |
|                                              | Tiri di rigore 4 – 5 |                |               |  |

| Nisshin 4 settembre 1988 | Sumitomo Metals | 1 – 5 | Yanmar Diesel |  |

| Yokkaichi 10 settembre 1988 | Toshiba | 1 – 0 | Yanmar Diesel |  |

### Coppa dell'Imperatore
| Yokohama 24 dicembre 1988 | Sapporo University | 1 – 8 | Yanmar Diesel | Mitsuzawa Stadium |

| Yokohama 25 dicembre 1988 | Nissan Motors | 1 – 0 | Yanmar Diesel | Mitsuzawa Stadium |

## Statistiche

### Statistiche di squadra
| Competizione          | Punti | Totale | Totale | Totale | Totale | Totale | Totale | DR  |
| Competizione          | Punti | G      | V      | N      | P      | Gf     | Gs     | DR  |
| --------------------- | ----- | ------ | ------ | ------ | ------ | ------ | ------ | --- |
| JSL Division 1        | 28    | 22     | 7      | 7      | 8      | 23     | 22     | +1  |
| JSL Cup               | -     | 4      | 2      | 1      | 1      | 10     | 3      | +7  |
| Coppa dell'Imperatore | -     | 2      | 1      | 0      | 1      | 8      | 2      | +6  |
| Totale                | -     | 28     | 10     | 8      | 10     | 41     | 27     | +14 |